# جفری گیبسون
جفری گیبسون (انگلیسی: Jeffery Gibson؛ زادهٔ ۱۵ اوت ۱۹۹۰) یک دونده دو با مانع و دونده سرعت اهل باهاما است. از افتخارات وی میتوان وی میتوان به کسب مدال برنز ۴۰۰ متر با مانع در ۲۰۱۵ پکن اشاره کرد.